# Torre civica

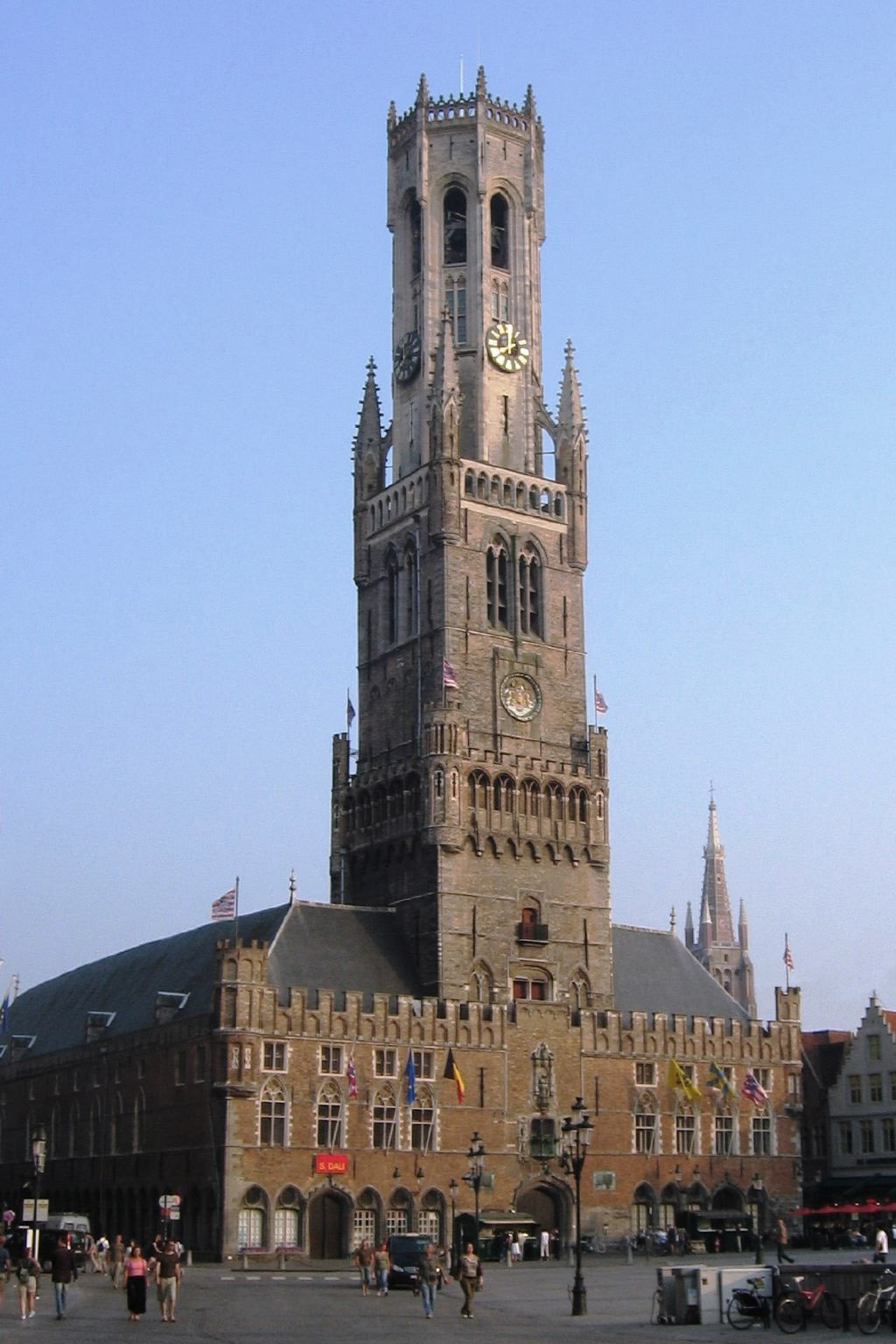
Torre civica di Bruges (Belgio)

Una torre civica è una costruzione elevata con la funzione di ospitare campane destinate a scandire i momenti della vita quotidiana civile di una città, differenziandosi così da un campanile, la cui funzione, per analogia, è legata alla vita religiosa. A partire dal XIV secolo si cominciò a munirla anche di orologio.
Le torri civiche sono diffuse ovunque il governo comunale raggiunse uno sviluppo molto avanzato, rendendo necessaria la costruzione di una struttura che sottolineasse la superiorità del governo comunale sui palazzi nobiliari o dei più facoltosi cittadini.
Divennero ben presto un monumento simbolo della potenza economica e militare delle città: quanto più alta era la torre, tanto più potente era la sua città.
Tali edifici sono diffusi in quasi tutta l'Italia del centro e del nord e nel resto dell'Europa centrosettentrionale laddove si è diffusa la forma di governo civico cittadino durante la età dei comuni medioevali.

## I Beffroi delle Fiandre
Nell'area dell'Europa settentrionale, un tempo occupata dalle Fiandre, la torre civica assume il nome francese di beffroi /beˈfʁwa/, o olandese belfort. Il termine deriverebbe dall'alto tedesco medio bërovrit, o bërvrit, letteralmente "preservare la pace"; dall'etimologie tedesche di bergen, "preservare-conservare" e di Friede, "pace".
Infatti era una torre concepita come struttura chiusa per custodire i più preziosi oggetti di proprietà della città; tra questi spiccavano i diplomi concessi dai grandi feudatari o dall'Imperatore che riconoscevano determinati diritti ed esenzioni alle città; poiché secondo l'usanza del tempo venivano redatti in copia unica, dovevano essere conservati con somma cura, poiché su di essi le città basavano la loro prosperità.
Alcune di queste torri civiche sono state inserite nella lista dei Patrimoni dell'umanità dell'UNESCO. Nelle Fiandre le più rilevanti di queste torri sono quelle di Gand, Tournai e Bruges. Un altro straordinario esempio di torre civica è rappresentato dal Beffroi del Municipio di Bruxelles, nella Grand Place, alto ben 96 metri ed eretto nel 1454 ad opera di Marten van Rode; nella tradizione bruxellese è detto la Tour Inimitable.

### I carillon di campane
All'inizio le campane furono utilizzate solo in contesti religiosi, ma più le città si svilupparono e più le campane svolsero funzioni più diverse nella vita quotidiana. La Campana dell'Allerta, detta anche Roland (dal nome del nordico paladino Rolando) venne issata sui beffroi a partire dal XIV secolo, e in seguito suonò anche le ore. Se suonava all'allerta, il suo suono veniva preceduto dai rintocchi di tre piccole campane dai toni differenti: era l'inizio del carillon. Negli anni i carillon vennero man mano ingranditi; oggi ne contano diverse decine, fino ad arrivare, come in quello di Malines, a 98 campane.

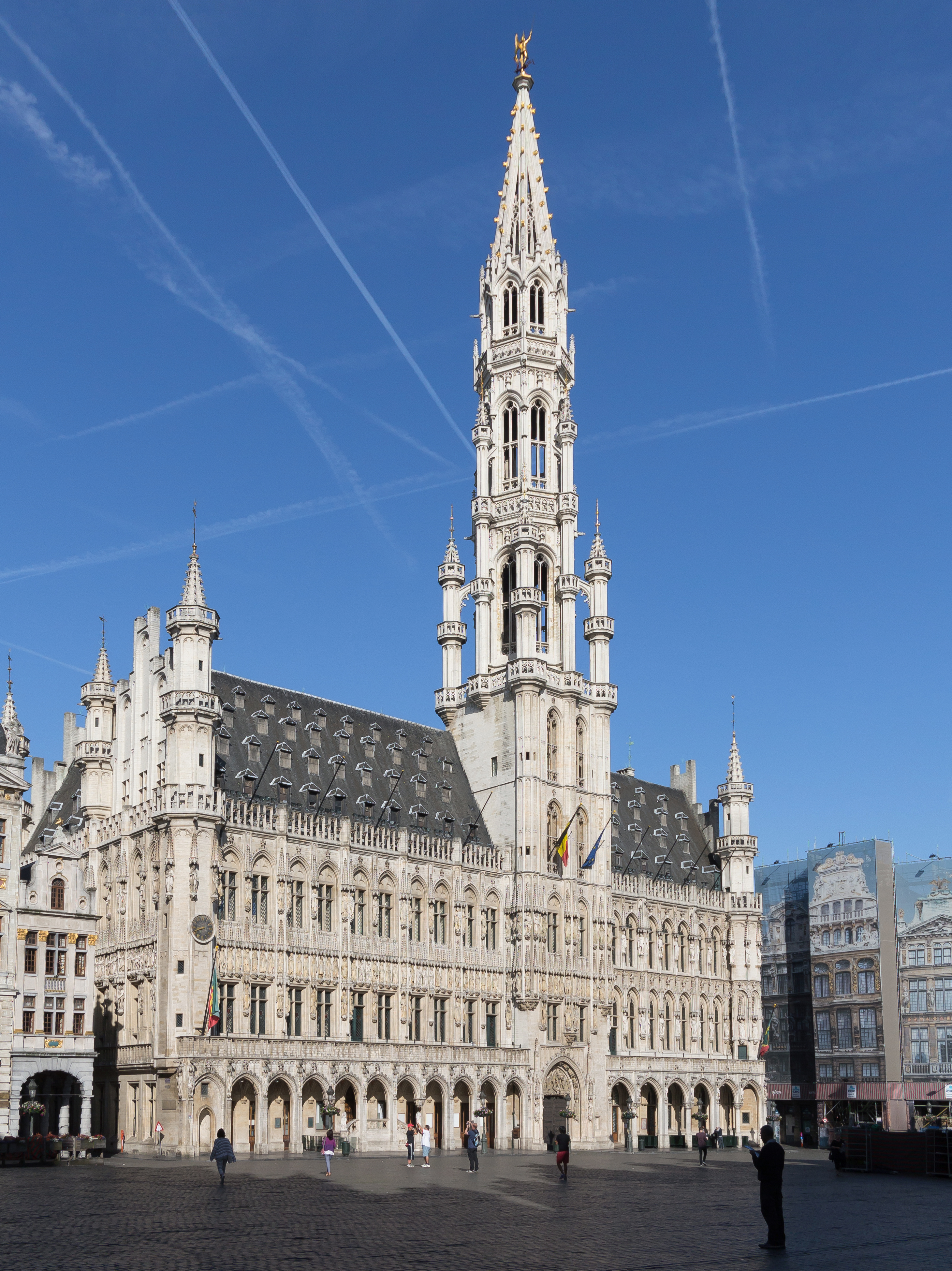
La Tour Inimitable di Bruxelles (Belgio)
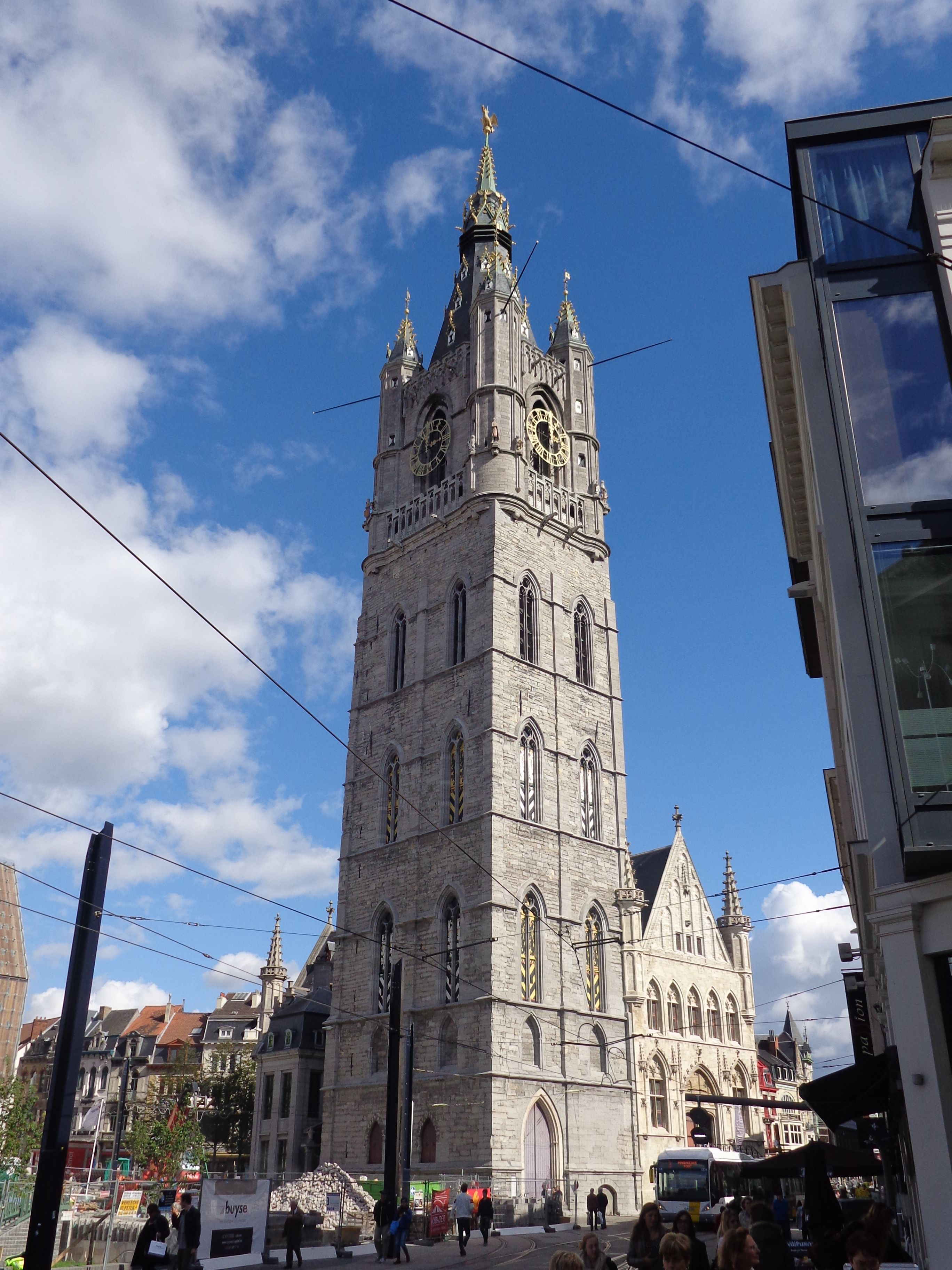
il Beffroi di Gand (Belgio)
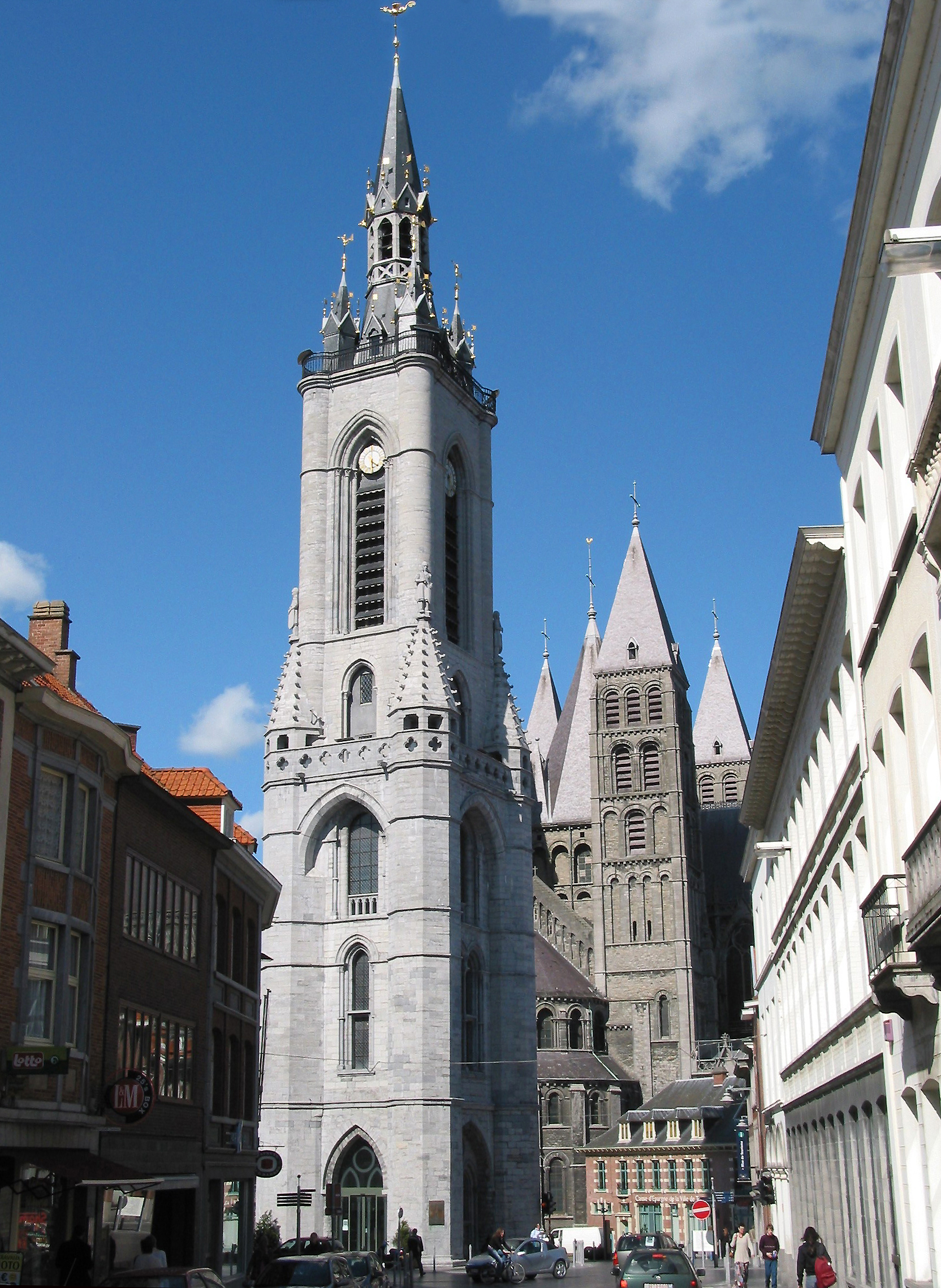
Torre civica a Tournai (Belgio)
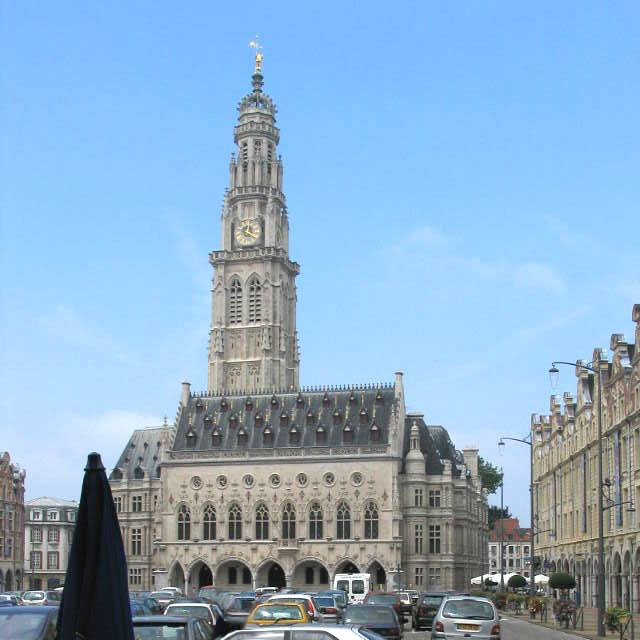
Torre civica di Arras (Francia)
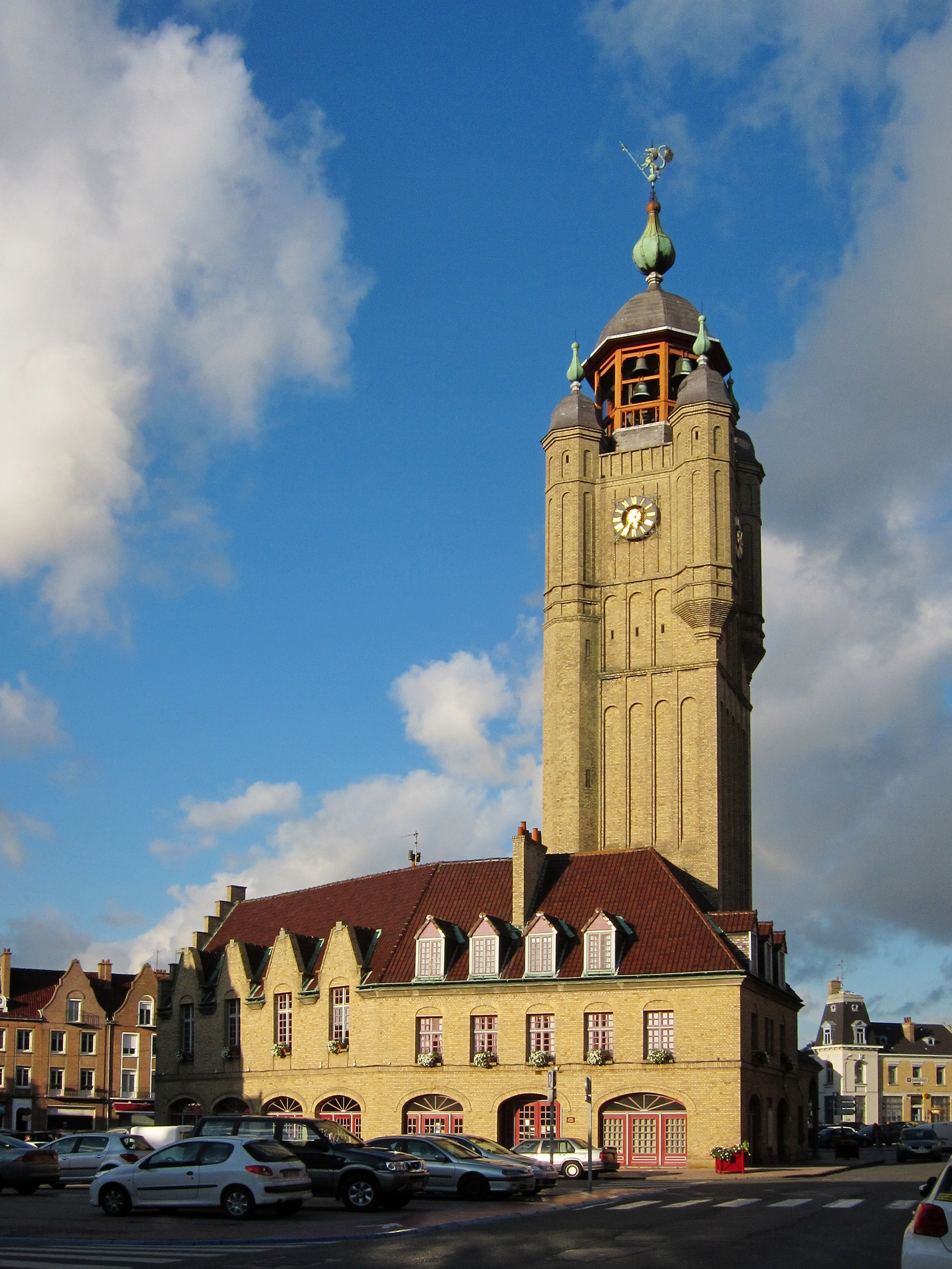
Torre civica di Bergues (Francia)
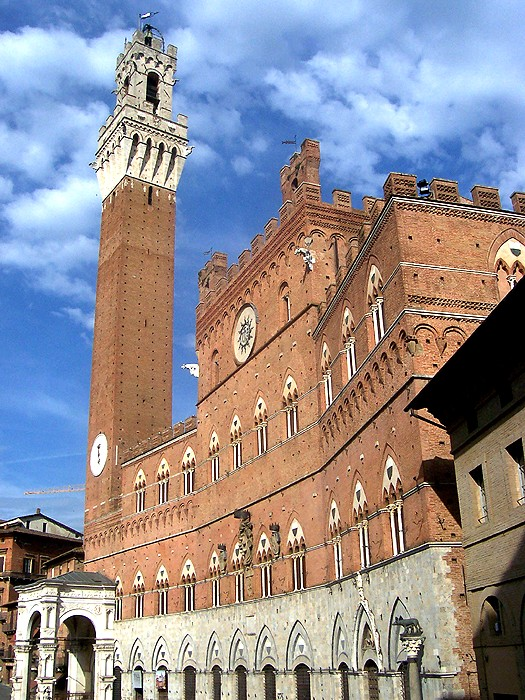
La Torre del Mangia di Siena
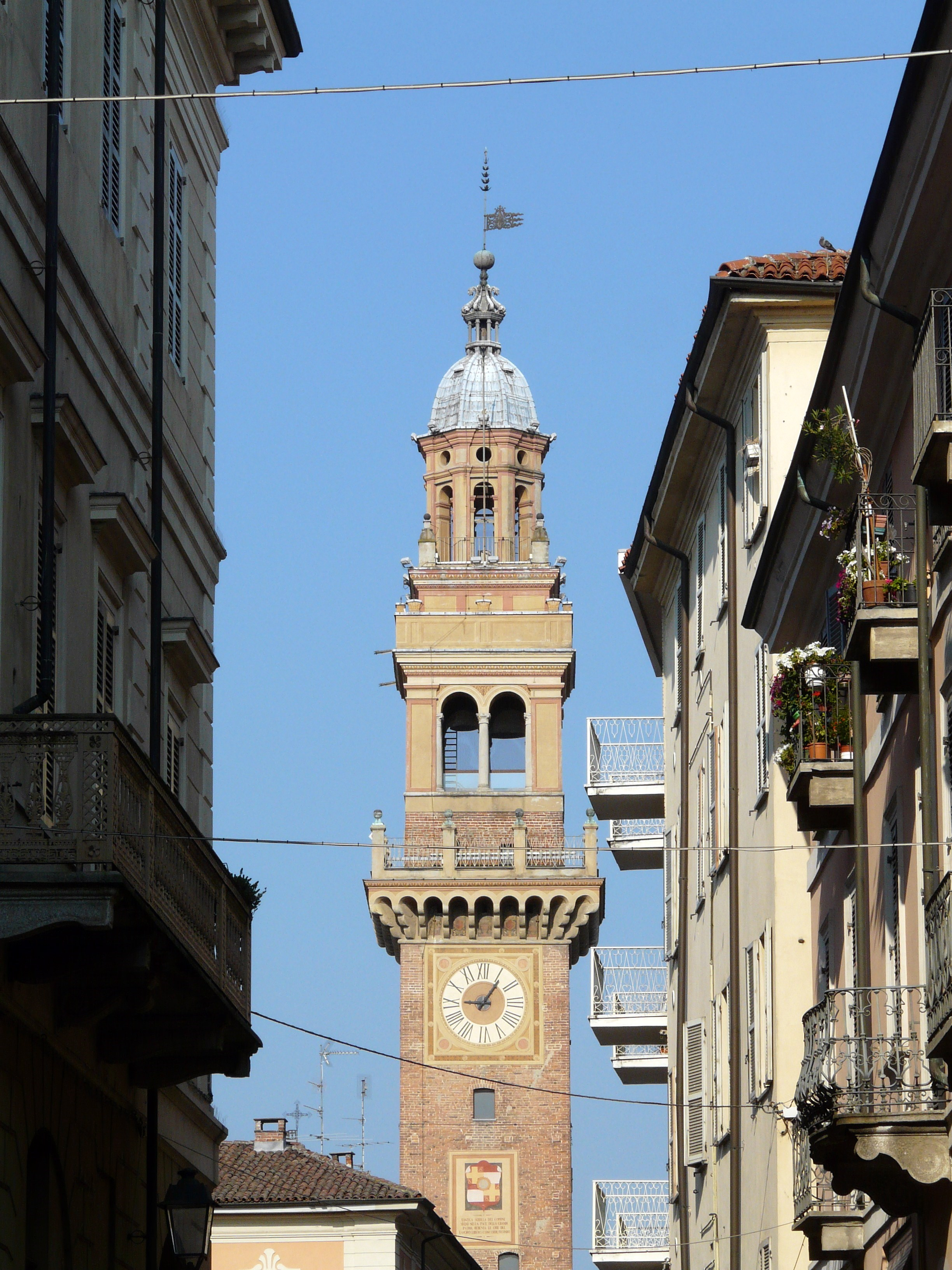
Torre civica a Casale Monferrato
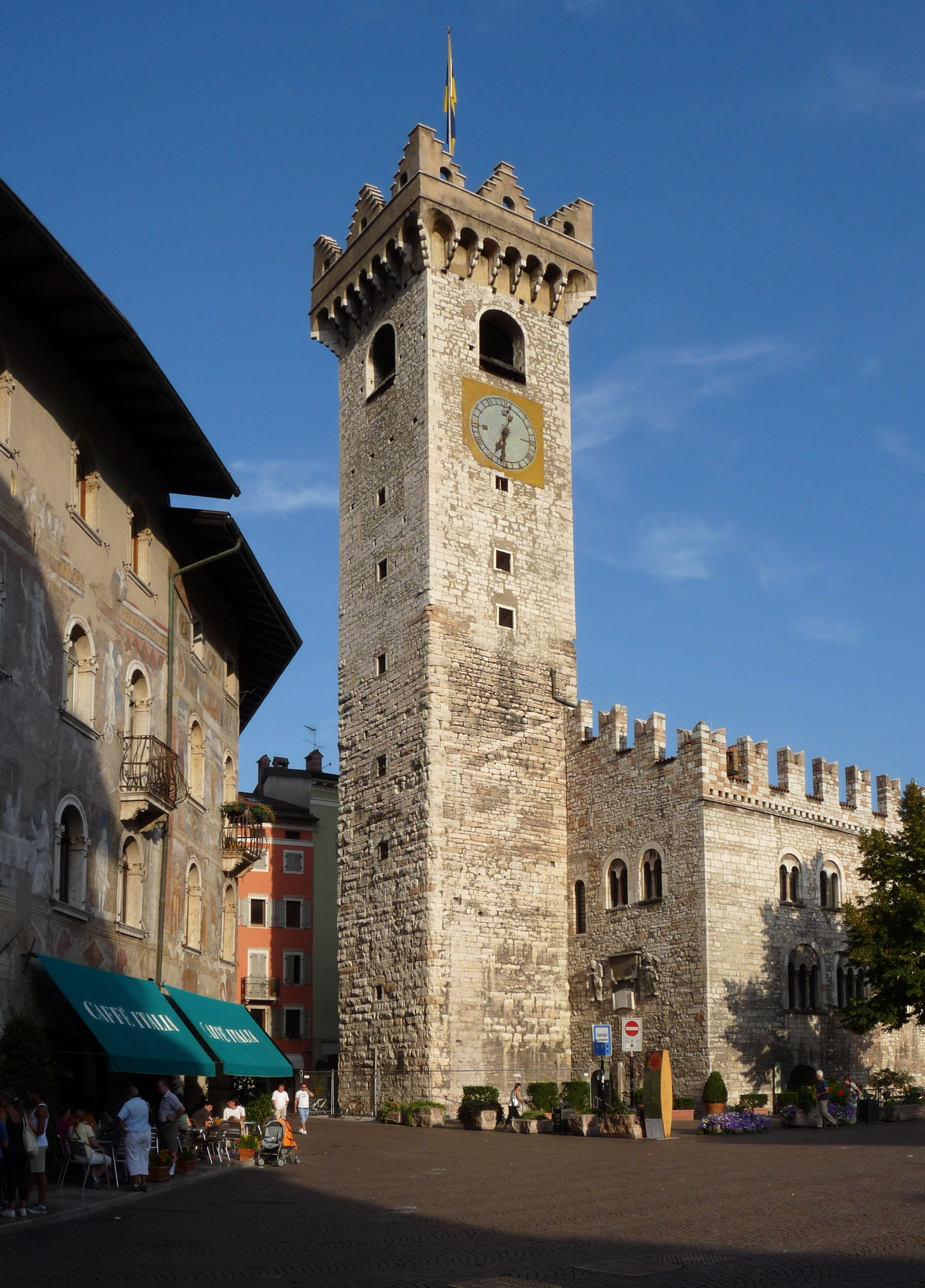
Torre civica di Trento
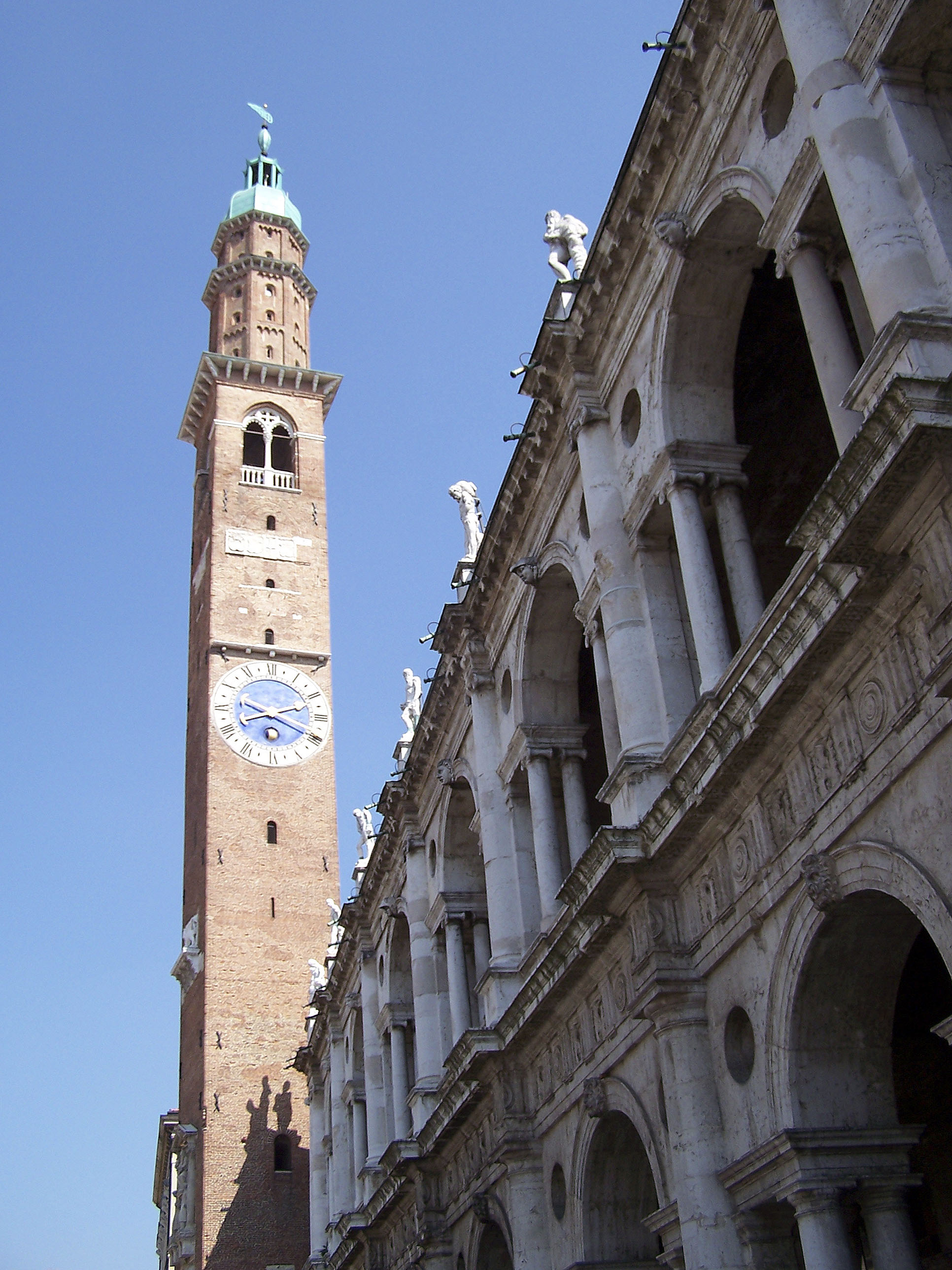
Torre civica di Vicenza, detta anche Torre di Piazza o Torre Bissara
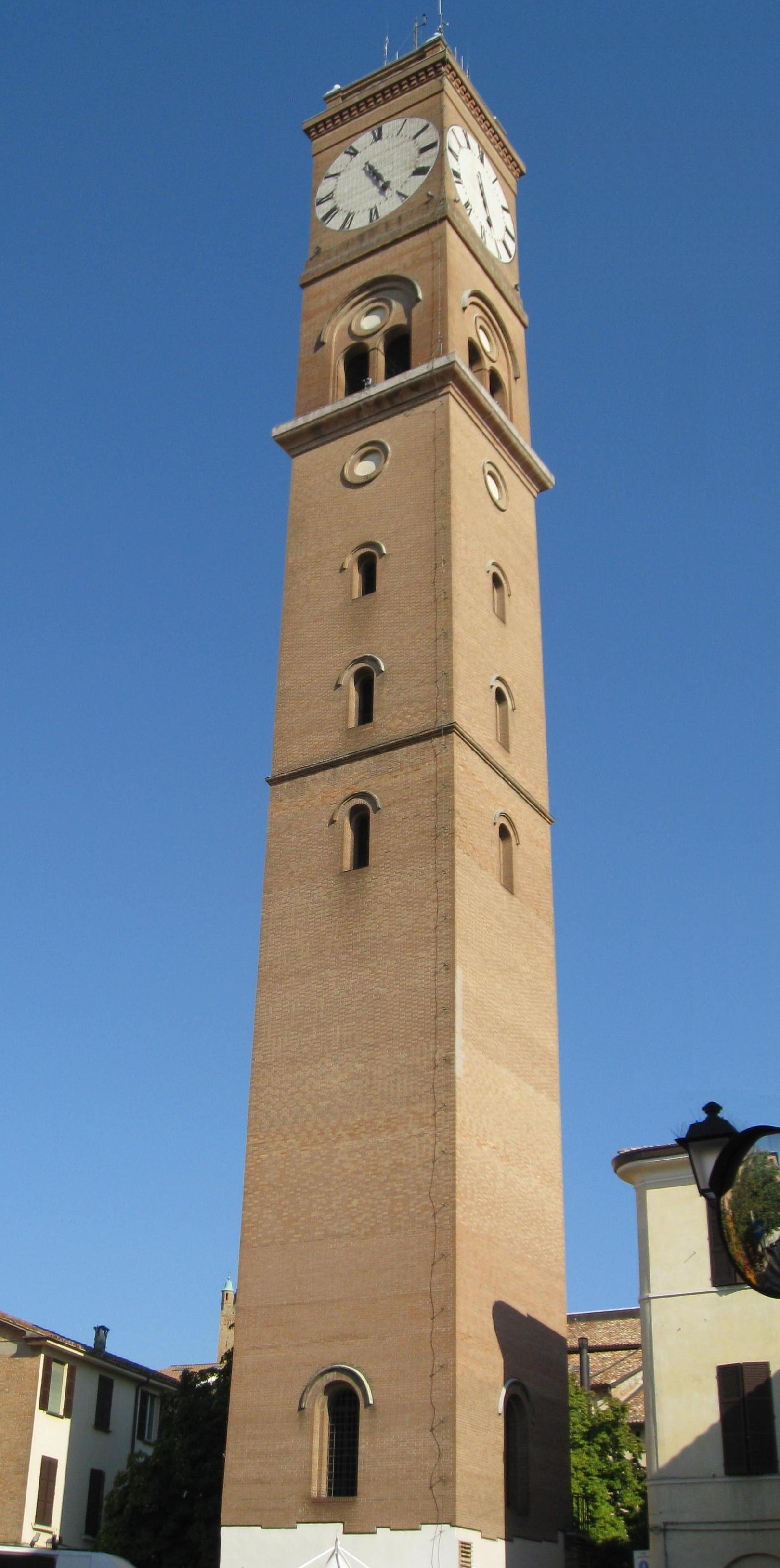
Torre civica di Forlì
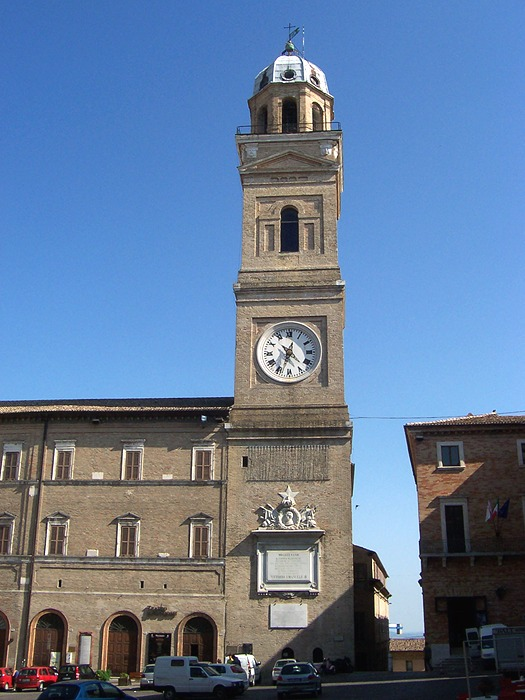
La torre civica di Macerata
Torre civica di San Gimignano, detta La rognosa
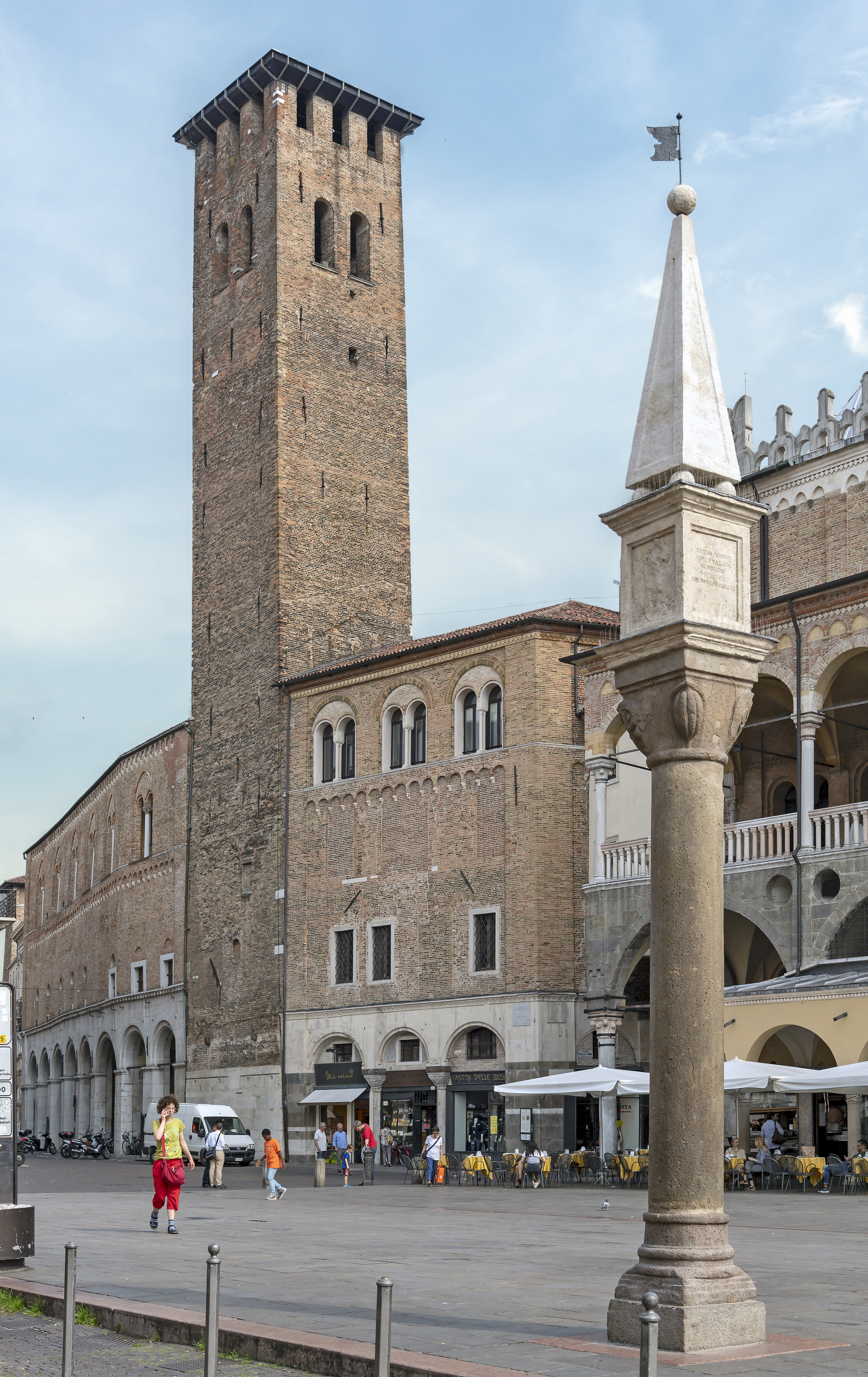
Torre civica di Padova detta Torre degli Anziani
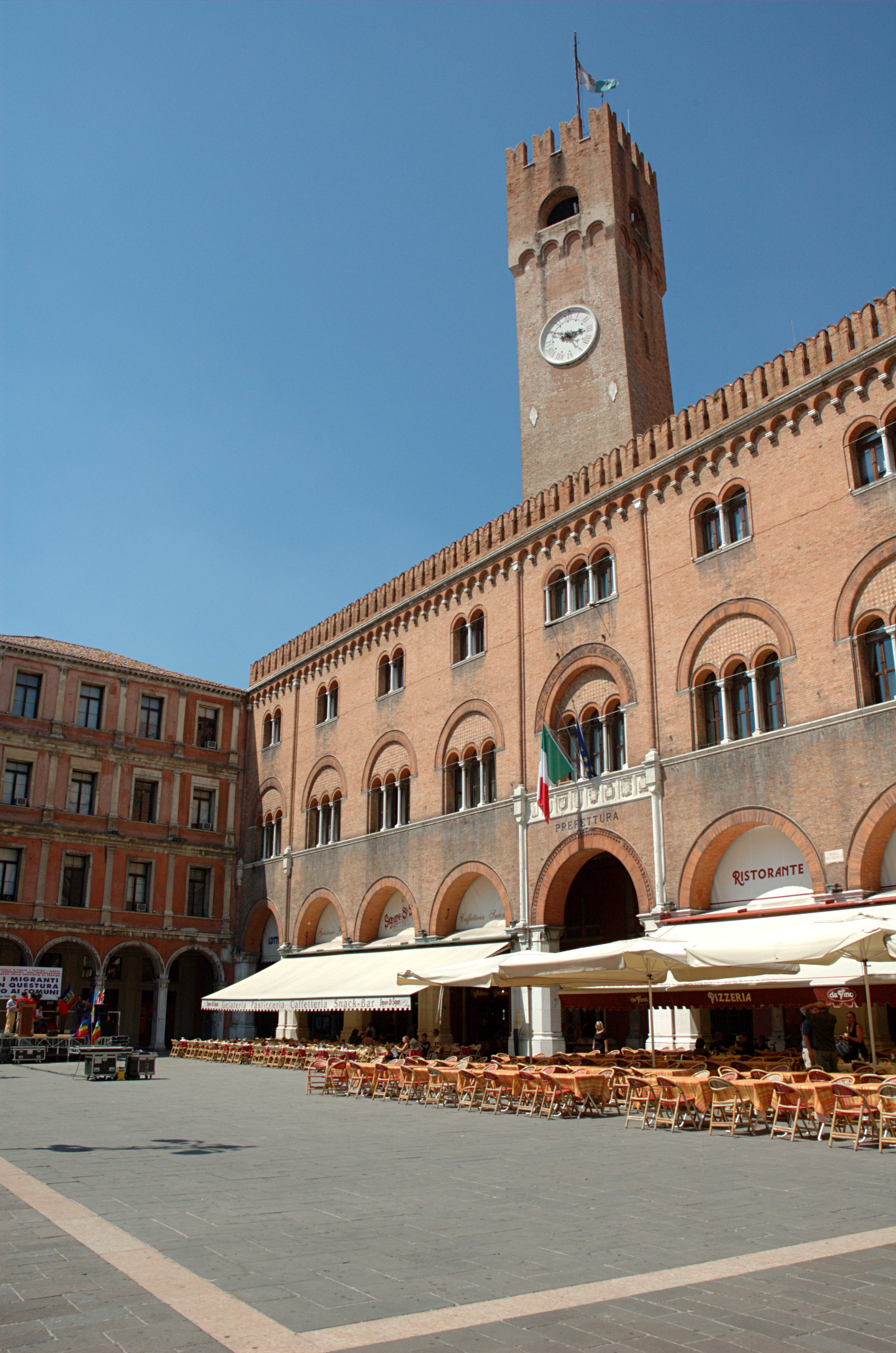
Torre civica di Treviso
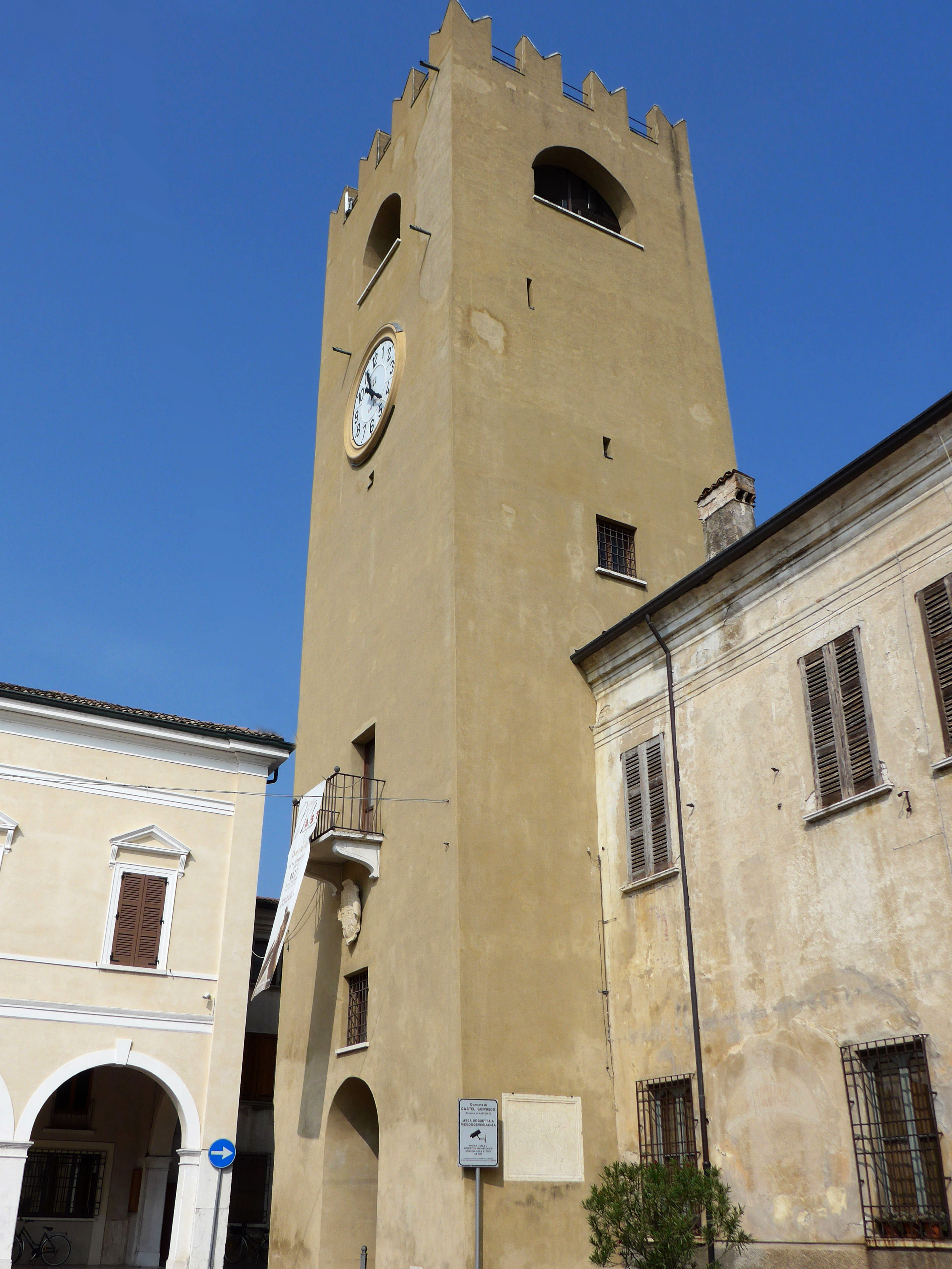
Torre civica di Castel Goffredo